# アルドゲイト駅
アルドゲイト駅またはオルドゲイト駅（アルドゲイトえき、またはオルドゲイトえき、英語: Aldgate station）はロンドン、シティ・オブ・ロンドン、アルドゲイトにあるロンドン地下鉄の駅である。
この駅はサークル線の列車とメトロポリタン線の列車が発着し、後者については東側の終着駅でもある。
運賃区分はトラベルカード (Travelcard) ゾーン1に含まれる。なお、近くにディストリクト線、ハマースミス&シティー線のアルドゲイト・イースト駅がある。

## 歴史
この駅はメトロポリタン鉄道の延伸に伴い、1876年11月18日に開業した。その後、1882年9月25日にはこの駅から南側のタワーヒル駅までの延伸が完成し、内環状線（Inner circle、現在のサークル線）が完成、その一部となる。アルドゲイトからの列車は元々はリッチモンド駅（現在はディストリクト線内）と同じくらい遠くまで運行されたり、ハマースミス駅まで運行されるなど、現在よりも遠くまで運行されていた（ハマースミス&シティー線は現在は当駅を迂回している）。1941年にメトロポリタン線の終着駅となるが、それ以前はメトロポリタン線の列車はイーストロンドン線に直通していた。また、第二次世界大戦時にはドイツ空軍の爆撃で多大なる被害を受けた。
2005年のロンドン同時爆破事件の際には、リヴァプール･ストリートから当駅に向かうサークル線の列車内で最初の爆発が起きている。

## 文学
アルドゲイト駅はシャーロック・ホームズのブルースパーティントン設計書に登場する。

## 運行情報

### サークル線
オフピーク時の典型的な運行情報を以下に示す:
- 6本 時計回り エンバンクメント経由エッジウェア・ロード行き[3][4]
- 6本 反時計回り キングス・クロス・セント・パンクラス経由ハマースミス行き[3][5]

### メトロポリタン線
オフピーク時の典型的な運行情報を以下に示す:
- 2本 アマーシャム（英語版）行き[6][7]
- 2本 チェシャム（英語版）行き[6][7]
- 8本 アクスブリッジ（英語版）行き[6][7]

## バス路線
ロンドンバスの25、40、42、67、78、100、115、135、205、254系統と深夜バスのN205、N253、N550、N551が当駅を経由する。また、25系統は24時間運行している。

## 隣の駅
ロンドン交通局
ロンドン地下鉄
■サークル線
リバプール・ストリート駅 - アルドゲイト駅 - タワーヒル駅
■メトロポリタン線
リバプール・ストリート駅 - アルドゲイト駅

## ギャラリー

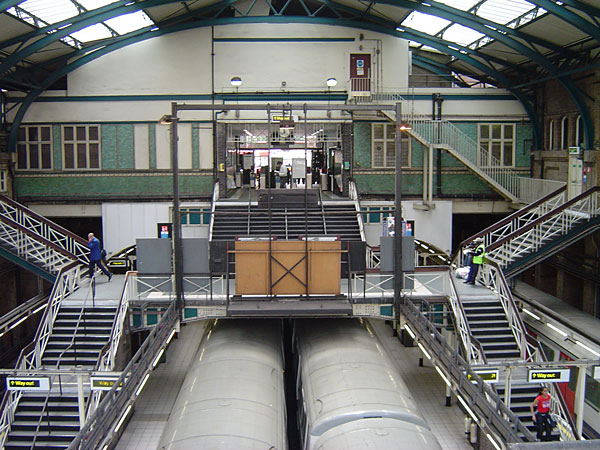
アルドゲイト駅のホーム

## 参照
- ロンドンの鉄道駅一覧